# Ernst Günkel

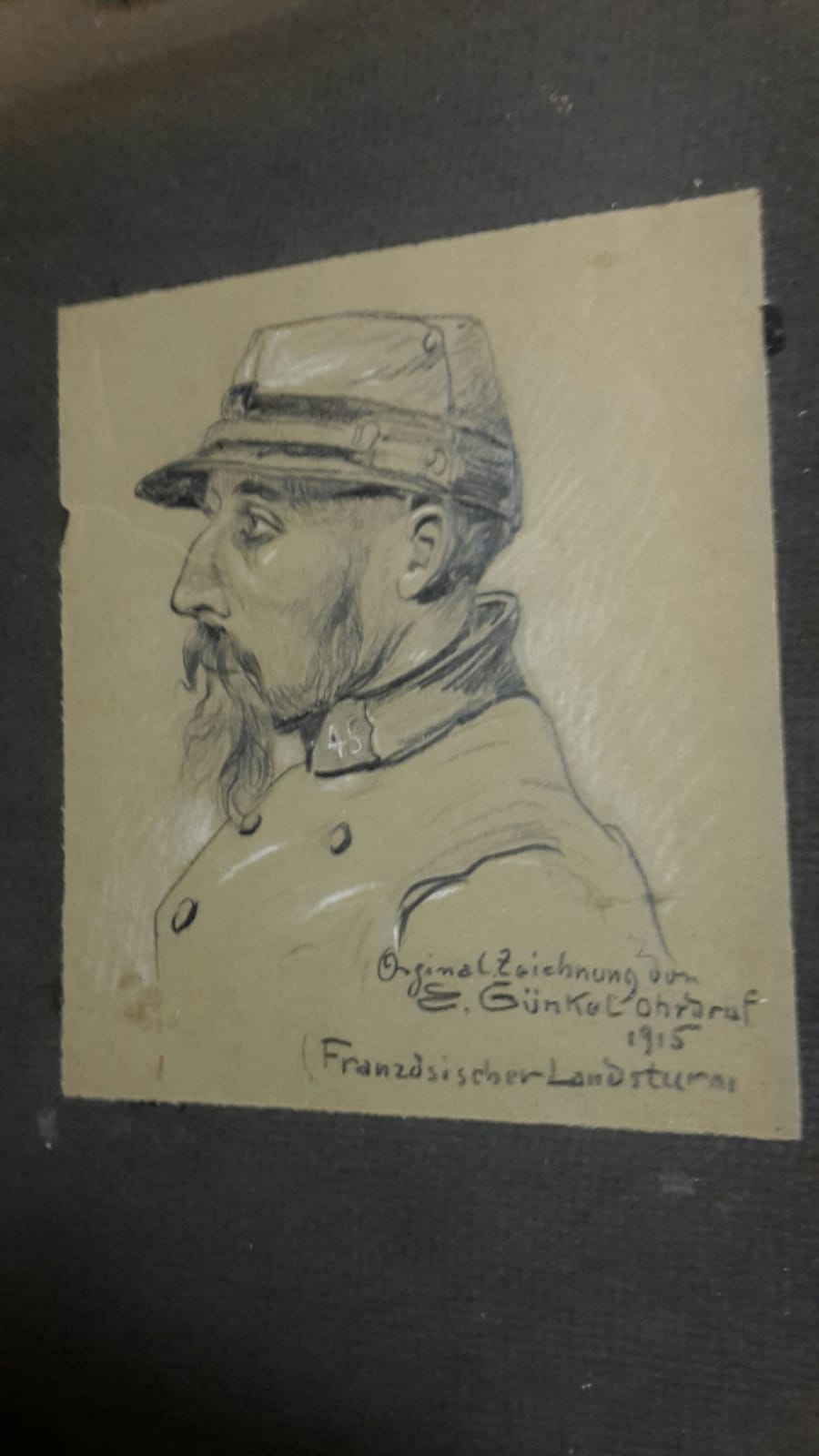
Ernst Günkel 1915; Fundort Meiningen

Ernst Günkel (* 1876; † 1925) war ein deutscher Maler.

## Leben und Werk
Günkel wurde vor allem bekannt durch seine farbigen Porträtzeichnungen, die als Kriegs-Erinnerungskarten vom Verlag von Dr. Trenkler & Co., Leipzig, in mehreren Serien als Erinnerungen an den Ersten Weltkrieg vertrieben worden sind.
Seine Signatur lautete E. Günkel.
Die Meininger Museen besitzen von Ernst Günkel das 1908 entstandene Gemälde Pferde vor einer Schmiede.